# Замок Кілблайн
Замок Кілблайн (англ. Kilbline Castle, ірл. Caisleán Cill Bhleidhin) — замок Кілл Блейдін — один із замків Ірландії, розташований в графстві Кілкенні, в приході Туллагерін, в баронстві Говран, на території маєтку Кілблайн. Замок стоїть на відстані 1 милі на схід від селища Беннетбрідж.

## Історія замку Кілблайн
Замок Кілблайн збудований в норманському стилі в XVI столітті. Колись замок належав аристократичній родині Кандлер, зокрема з замку Кілблайн походять такі відомі люди як Аса Гріггс Кандлер (ірл. — Asa Griggs Candler) та Томас Кандлер (ірл. — Thomas Candler). Потім, у 1969 році замок став власністю родини Леннон (ірл. — Lannon). Замок й наразі перебуває у приватній власності.
Біля давнього норманського замку пізніше був добудований житловий будинок — двоповерховий, з вузькими вікнами, що більше нагадують бійниці. У вежі замку зберігся давній камін 1580 року і над ним плита з написом і датою. Зберезлися давні цегляні стіни з склепінням.
У 1566 році замком володів Томас Комерфорд Баллімак. Він суттєво перебудував замок. 1651 року замком заволодів Пітер Шорталл Кілблейн. У той час після придушення повстання за незалежність Ірландії землі, маєтки, замки масово конфісковувались у колишніх власників і дарувались офіцерам і солдатам англійської армії Олівера Кромвеля. А колишні власники виселялися на заслання або взагалі платили головою за участь у повстанні. Судячи по всьому така ж доля спіткала і власника замку Кілблайн — Пітера Шорталла, що вирушив у вигнання в Коннахт. Родина Шоталл стала володарями замку ще в 1628 році — замок придбав Томас Шорталл з Ратардмор. 1662 року після реставрації монархії в Англії власником замку лишився Пітер Шорталл Кілблейн — йому повернули конфісковані володіння. Маєток Кілблайн тоді був площею 1500 акрів землі. 1668 року володарем замку та маєтку став Волтер Форстолл Кілбрідж. У XVIII столітті володарями замку та маєтку стала родина Кандлер. Предком родини Кандлер був Вільям Кандлер родом з Ньюкастла, що Нортумберленді. Він був офіцером Олівера Кромвеля і отримав за службу звання підполковника і чимало земель в Ірландії, насамперед в графстві Кілкенні. Він та його дружина Енн Вільє мали двох синів. Молодший — Джон жив в замку Кілблайн. Джон мав єдиного сина Томаса, Томас мав єдиного сина Валшінгама, що не одружився і на цьому ця лінія родини урвалася. Старший син син Вільяма Кандлера — Томас Кандлер жив в замку Каллан і мав 4 синів. Молодший син Деніел одружився з ірландкою-католичкою Ганною. Шлюб протестанта та католички був неприпустимим у тогочасній Англії, тому у 1735 році Деніел та Ганна виїхали до Америки — в колонії, спочатку в Північну Кароліну, потім у Бедфорд, Вірджинія. Їхній великий правнук — Аса Гріггс Кандлер став багатим і відомим бізнесменом, він заснував компанію «Кока-Кола». Але справи родини Кандлер в Ірландії шли не блискуче і родина залізла в борги. 1774 року Генрі Кандлер Кілблайн змушений був продавати замок внаслідок боргу серу Джону Бландену. Але через тиждень — 19 жовтня 1774 року Кандлер оголосив, що він сплатив борг і замок не продається. 1 листопада 1797 року в замку померла місіс Волш — вдова Едварда Волша Таллоу — фермера. 1840 року в замку жив Патрік Перселл. Меблі та сільськогосподарське обладнання колишніх власників замку було продане з аукціону. 1853 року в замку жив Джозеф Перселл. 1876 року замком володіла Кетрін Райян. 1969 року замок придбала родина Леннон і володіє цим замком і нині.